# Anna Balazs
Anna C. Balazs (nascida em 1953) é uma cientista e engenheira de materiais norte-americana. Atualmente é Professora Distinta da University of Pittsburgh e detém a Cátedra John A. Swanson da Swanson School of Engineering.
A sua pesquisa envolve o desenvolvimento de modelos teóricos e computacionais para capturar o comportamento de materiais poliméricos, nanocompósitos e fluidos multicomponentes em geometrias confinadas. Em 2016, Balazs foi a primeira mulher a receber o Prémio de Física de Polímeros da Sociedade Física Americana “pelo uso criativo e perspicaz da teoria para compreender sistemas poliméricos de múltiplos componentes”.